# Grant Orchard
Grant Orchard (* 1972 in London-Hounslow) ist ein britischer Animator.

## Leben
Orchard wuchs in Ealing auf, wo er die Schule besuchte. Nach Abschluss der Brentside Secondary School studierte er bis 1995 Animation an der Farnham School of Art and Design (heute University for the Creative Arts, Farnham). Er arbeitete ab 1997 als Laufjunge für das junge Animationsstudio Pizazz Pictures in London, das sich später in Studio AKA umbenannte. Er begann, bei Studio AKA im Werbebereich zu arbeiten. Sein erster Werbefilm wurde eine Kampagne für Compac. Im Jahr 2003 veröffentlichte Orchard mit Welcome to Glaringly seinen ersten animierten Kurzfilm, den Channel 4 finanzierte. Es folgte mit Park Foot Ball 2005 der erste eigene Film Orchards, der auf dem Festival für digitale Kunst, onedotzero, seine Premiere erlebte. Orchards bisher größter Erfolg wurde 2011 A Morning Stroll, der 2012 einen BAFTA als bester Kurzfilm erhielt und im gleichen Jahr für einen Oscar in der Kategorie Bester animierter Kurzfilm nominiert wurde.
Seit 2012 ist Orchard auch als Gastdozent an der UCA Farnham tätig.

## Filmografie
- 2003: Welcome to Glaringly
- 2005: Park Foot Ball
- 2008: Lovesports (Kurzanimationsreihe, 10 Folgen)
- 2011: A Morning Stroll

## Auszeichnungen
- 2011: Junior Jury Award for a Short Film, Festival d’Animation Annecy, für A Morning Stroll[6]
- 2012: Short Filmmaking Award, Sundance Film Festival, für A Morning Stroll
- 2012: BAFTA, bester animierter Kurzfilm, für A Morning Stroll
- 2012: Oscarnominierung, Bester animierter Kurzfilm, für A Morning Stroll